# Pfaffensprung

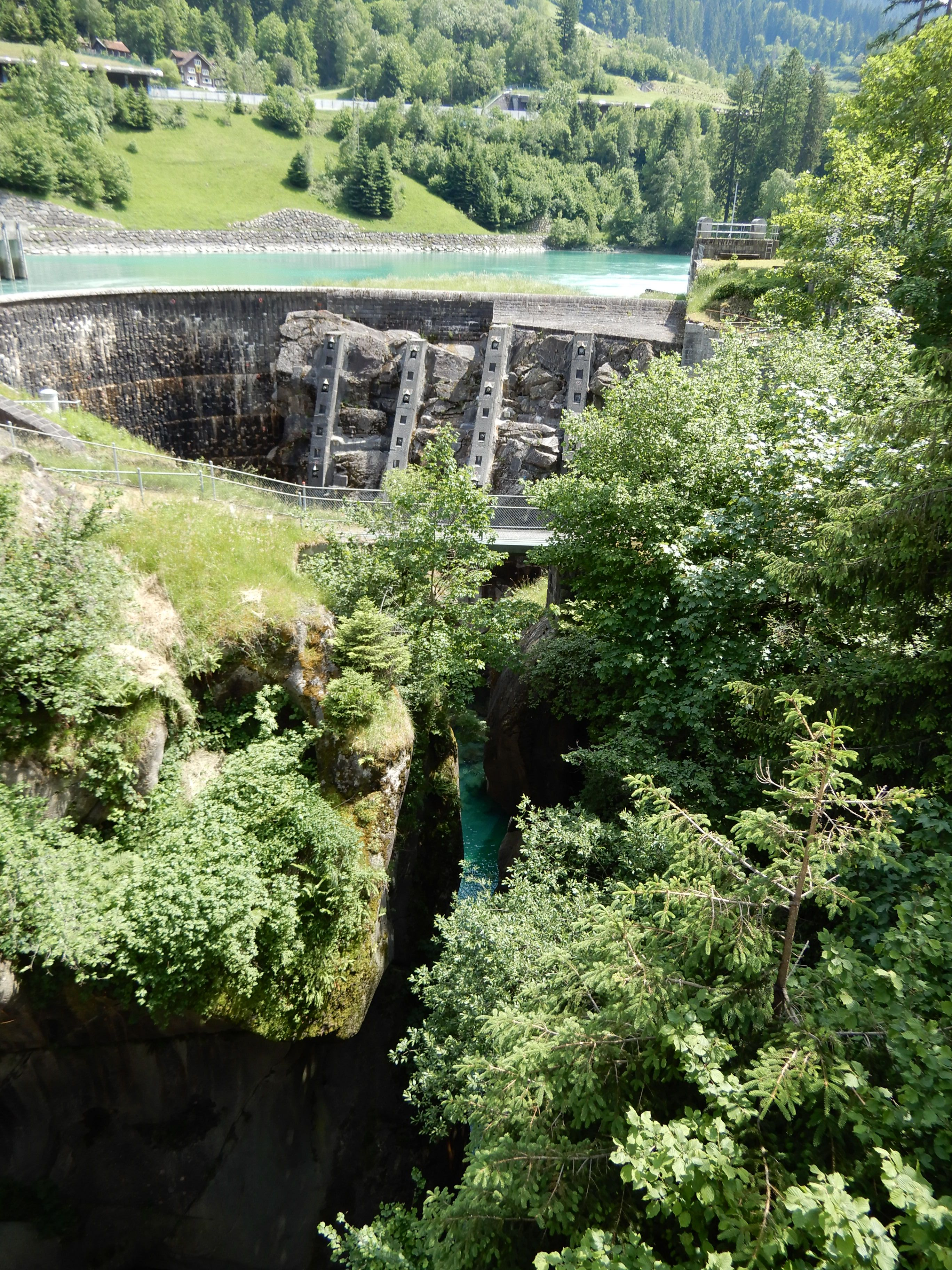
Pfaffensprung unterhalb der Staumauer

Der Pfaffensprung ist eine von der Reuss an ihrem Oberlauf tief in den Talgrund eingegrabene Schlucht bei Wassen im Kanton Uri in der Schweiz. Die Örtlichkeit ist ein bedeutendes schweizerisches Geotop und eine kulturgeschichtliche Sehenswürdigkeit am Flusslauf.

## Geologie
Das Reusstal fällt zwischen dem Urserental bei Andermatt und dem Urnersee in mehreren Stufen von den Hochalpen auf die Höhe des Mittellands ab. Das schmale Gebirgstal entstand wegen den eiszeitlichen Gletschern und der Erosionswirkung des Schmelzwassers. Beim Pfaffensprung hat der Fluss, zeitweise wohl schon während den Kaltzeiten unter den Eismassen, eine tiefe, sehr enge Schlucht in den Granit gegraben.
In der Nähe der Schlucht befindet sich eine ausserordentliche Mineralienfundstelle, die 165 Meter lange Kristallhöhle Pfaffensprung. Der an Bergkristall reiche Felsspalt ist seit dem Mittelalter ausgebeutet worden.

## Name
Die Sage hat für den Flurnamen mehrere Erklärungen gefunden. So sollen einst zwei Geistliche dort auf der Flucht über die Reussschlucht gesprungen sein. Dem einen sei der mutige Riesensprung gelungen, während der andere in die Schlucht gestürzt wäre. Eine andere Version sagt, ein einzelner verfolgter Priester habe sich über den tiefen Graben vor seinen Feinden in Sicherheit bringen können.

## Infrastruktur
Über die Pfaffensprungschlucht führt eine Brücke der alten Gotthardstrasse.
An der Gotthard-Bahnlinie liegt nahe bei der Schlucht, auf dem Gebiet der Gemeinde Gurtnellen, der 1476 Meter lange Kehrtunnel (Spiraltunnel) Pfaffensprung. Westlich des Staudamms befindet sich die Haltestelle Pfaffensprung auf 834 m. ü. M.

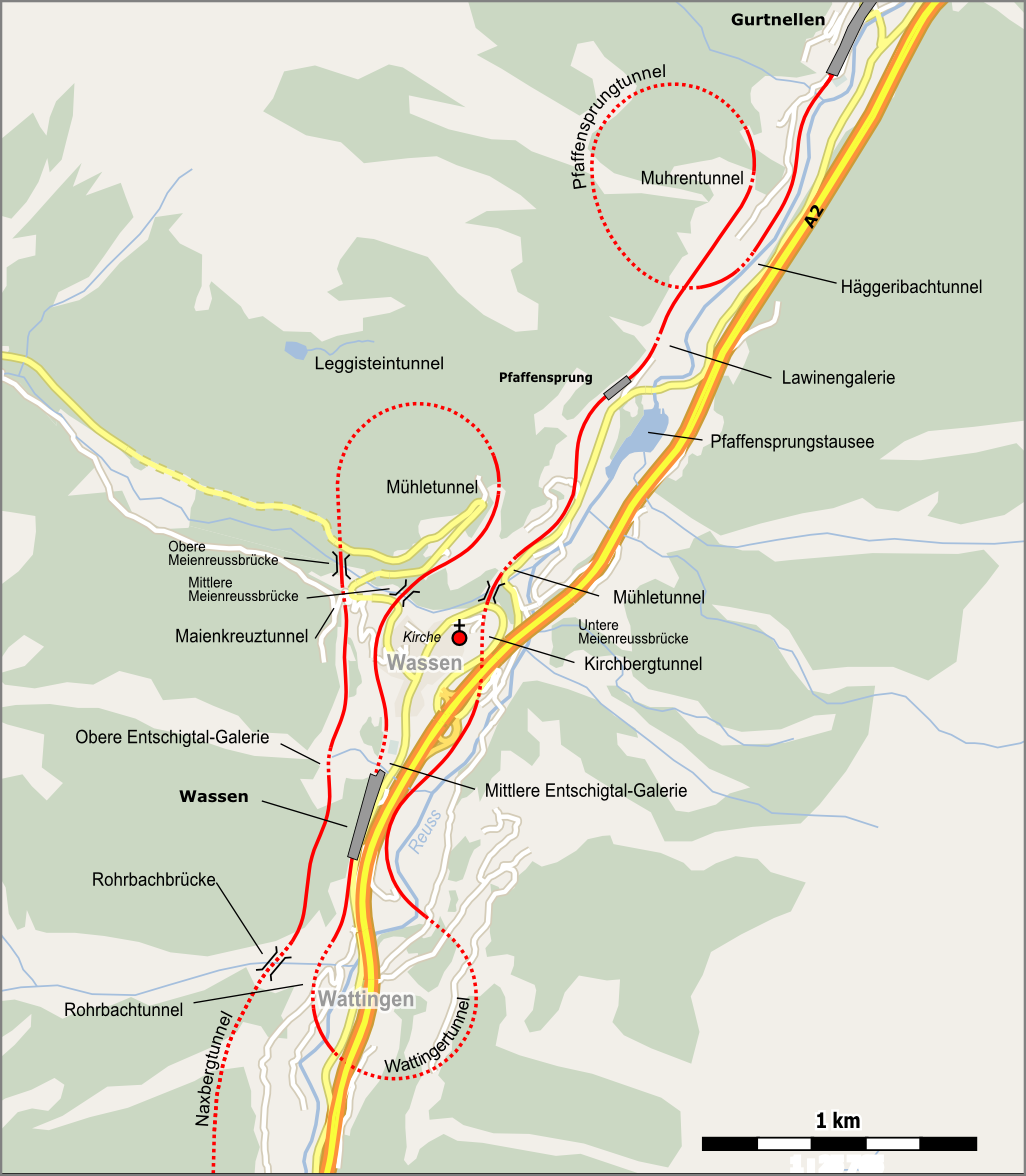
Eisenbahnlinie bei Wassen mit den Pfaffensprunganlagen.

An der Bergflanke rechts der Reuss, südöstlich der Schlucht, verläuft die Autobahn A2 durch mehrere Steinschlaggalerien wie die 370 Meter lange Pfaffensprunggalerie, mit der die Fahrbahn vor dem Geschiebe aus dem Tobel des Schisslauitalbachs geschützt wird.

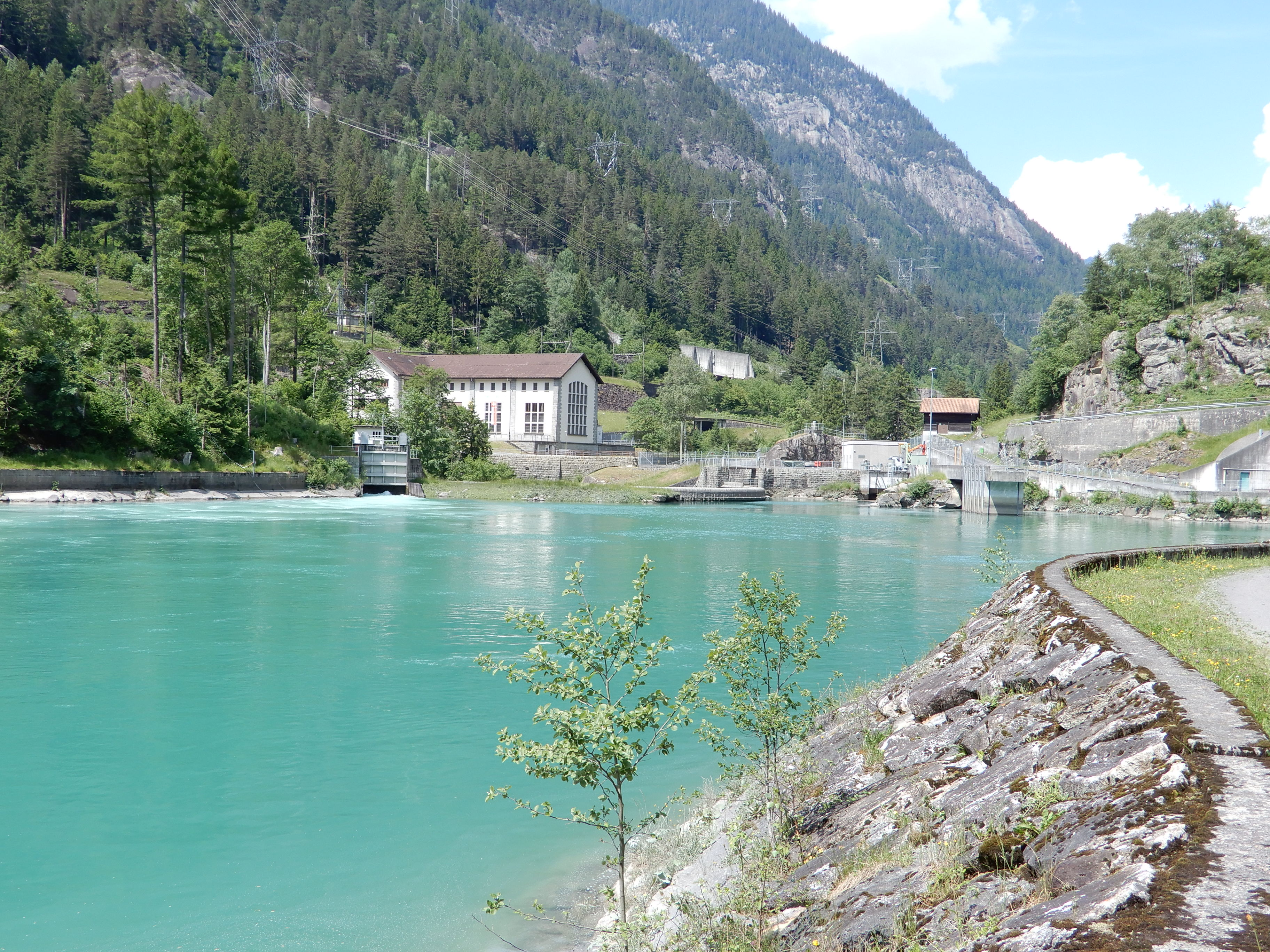
Kraftwerk Wassen und Stausee

Das grosse Gefälle bei Gurtnellen wird durch eine Staumauer am oberen Eingang der Schlucht noch erhöht und im Verbundsystem der SBB Kraftwerke Wassen und Amsteg in der so genannten Reusskaskade genutzt. Die 1921 gebaute Bogenstaumauer hat eine Höhe von 32 Metern und eine Kronenlänge von 64 Metern. Der Stausee Pfaffensprung ist im Besitz der SBB, der CKW und des Kantons Uri. Die Kraftwerksgruppe ermöglichte die Elektrifizierung der Bergstrecke am Gotthard. Das Projekt der Urserenkraftwerke sah eine wesentlich grössere Zentrale beim Pfaffensprung vor, wurde aber nicht umgesetzt.
1993 bis 1998 erneuerte die Kraftwerk Amsteg AG die Anlagen und baute beim Stausee ein unterirdisches Dotierkraftwerk zur Nutzung des Restwassers in der Schlucht. Die Anlage produziert 50 Hz Strom und hat eine Leistung von 720 kW.

## Kulturgeschichte
Die auf zerklüftete Felsen abgestützte Bogenstaumauer mit dem Überlauf zählt zu den beliebten Motiv der modernen Urner Landschaftsdarstellungen an der Gotthardroute.
Seit dem 19. Jahrhundert haben viele Künstler die spektakuläre Brückenszenerie festgehalten. Drei Zeichnungen von Joseph Mallord William Turner, The Pfaffensprung and Gorge of the River Reuss, von  1802 sind im Besitz der Tate Gallery.

## Sport
Der Reuss entlang führt ein Wanderweg mit einer neuen Hängebrücke. Bei Gurtnellen liegt ein für das anspruchsvolle Wildwasserpaddeln geeigneter Reussabschnitt mit Katarakten und Felsblöcken. Der Einstieg befindet sich unterhalb der Pfaffensprung-Staumauer.

## Landschaftsmodell
Die Pfaffensprunglandschaft ist in der Anlage der Modelleisenbahn Faszination Gotthardbahn in Reichelshofen abgebildet.